# Colonia Niños Héroes, Jalisco
Colonia Niños Héroes är en ort i Mexiko.   Den ligger i kommunen San Pedro Tlaquepaque och delstaten Jalisco, i den centrala delen av landet, 500 km väster om huvudstaden Mexico City. Colonia Niños Héroes ligger 1 580 meter över havet och antalet invånare är 249.
Terrängen runt Colonia Niños Héroes är kuperad västerut, men österut är den platt. Runt Colonia Niños Héroes är det mycket tätbefolkat, med 6 472 invånare per kvadratkilometer. Närmaste större samhälle är Guadalajara, 12,6 km norr om Colonia Niños Héroes. Trakten runt Colonia Niños Héroes består till största delen av jordbruksmark.